# Aeroporto Internacional Vance W. Amory
O Aeroporto Internacional Vance Winkworth Amory (IATA: NEV, ICAO: TKPN) é um dos dois principais aeroportos de São Cristóvão e Neves. Está situado em Charlestown, capital da ilha de Neves.
O aeroporto tem uma única pista de cerca de 1.218 metros, e está localizado a oeste da vila Newcastle, em Saint James Windward. Em 2002, o aeroporto foi modernizado com um novo terminal, uma nova torre de controle e uma extensão da pista. Além disso, o nome do aeroporto foi mudado em homenagem a Vance Amory, o primeiro-ministro da ilha de Neves. No passado, o aeroporto era conhecido como Aeroporto de Bambooshay e depois Aeroporto de Newcastle.